# House Party (film 2023)
House Party è un film del 2023 diretto da Calmatic, al suo esordio alla regia in un lungometraggio . È un remake dell'omonimo film del 1990.

## Trama
Un giovane studente decide di organizzare una festa a casa sua approfittando dell'assenza dei suoi genitori.

## Produzione
Nel febbraio 2018, è stato annunciato che New Line Cinema stava sviluppando un remake del film del 1990 House Party con LeBron James e Maverick Carter alla produzione. A settembre 2019, è stato annunciato che Calmatic avrebbe diretto la pellicola.
Ad aprile 2021, Jorge Lendeborg Jr. e Tosin Cole sono stati annunciati come protagonisti. Successivamente, D.C. Young Fly, Karen Obilom, Melvin Gregg, Rotimi, Allen Maldonado, Shakira Ja'nai Paye, Andrea Santino e Bill Bellamy sono entrati nel cast. Nel luglio 2021, Lendeborg Jr. è stato sostituito da Jacob Latimore.

## Distribuzione
House Party è stato distribuito nelle sale degli Stati Uniti d'America dalla Warner Bros. Pictures a partire dal 13 gennaio 2023.

## Accoglienza
Sull'aggregatore di recensioni Rotten Tomatoes ha un indice di gradimento del 28%, con un voto medio di 4.40 su 39 basato su 40 recensioni.